# Eriogonum rosense
Eriogonum rosense är en slideväxtart som beskrevs av Nelson & Kennedy. Eriogonum rosense ingår i släktet Eriogonum och familjen slideväxter. Utöver nominatformen finns också underarten E. r. beatleyae.